# Lingvologia nyelv
A lingvologia Emil Hanhiniemi által létrehozott mesterséges nyelv. Jelszava: A lignvologia beszélhető, érthető, írható és olvasható technikai rendszer, mely lehetővé teszi a gondolkodást és az egyedek közötti gondolatcserét.

## Kiejtés
Magánhangzók: a [a], e [e], i [i], o [o], u [u]
Mássalhangzók: b [b], c [ʃ], d [d], f [f], g [g], h [h], j [ʒ], k [k], l [l], m [m], n [n], p [p], q [kv], r [r], s [s], t [t], v [v], w [ŋ], x [ks], y [j], z [z]
Nyomdailag a kisbetűk a nagybetűk kicsinyített változatai: B B.

## Nyelvtan
A morfémák nem végződhetnek a három téma-magánhangzóra: -a, -e, -o. A morfémákat a fentiek figyelembevételével az eszperantóból kölcsönzi.
Az egyes szófajokat funkcémákkal képzi: ige: -as-: lumasa – világít, lumase – meg van világítva; főnév: -us-: lumusa – fény, lumuse – fényt.
Névelők: határozott: la, határozatlan: na, általános: ja (például ja liwqa – a nyelv általában).
Példa a szóképzésre: merc – mercasa (kereskedelem) – mercata (kereskedő) – mercape (kereskedve) – mercava (aki kereskedik).

## Példák
Ma emercama libre 2 dolare upe ve.
Eladok neked egy könyvet 2 dollárért.
1 yara 1914-a didame milite.
Egy évvel ezelőtt, 1914-ben háború volt.
Milita 1914-a didoma 1 yare.
Egy év telt el az 1914-es háború óta.